# أورافيتا
أورافيتا ((بالمجرية: Oravicabánya)‏, (بالألمانية: Orawitz)‏, (بالتشيكية: Oravice)‏, (بالصربوكرواتية: Oravica/Оравица)‏ هي مدينة في جنوب غرب رومانيا واقعة في مقاطعة كاراي سيفيرين، بلغ عدد سكانها 152424 في عام 2000. يوجد بها مسرح وهو نسخة مصغرة من مسرح بورغ القديم في فيينا. 

## أصل التسمية
اسم المدينة مشتق من كلمة أورا (السلوفينية) ومعناه «من الجوز».

## القرى التابعة

### أغاديتش
يمكن تتبع تاريخ قرية أغاديتش إلى القرن السابع عشر على الأقل حيث تشير السجلات أن عدد سكانها «800 نسمة». اليوم هناك أقل من 200 شخص يعيشون فيها. أغاديتش كلمة مشتقة من التركية: الآغا وتعني «العقيد» وديتش وتعني «ابنة» وبذلك يعني اسمها «ابنة العقيد». يُفترض أن تكون قد سميت باسم ابنة عقيد عندما احتلت الإمبراطورية العثمانية الأرض التي تُعرف الآن باسم بانات.

### سيكلوفا مونتاني
تم إنتاج ثاني أقدم بيرة في رومانيا فيها وتم التصديق عليه في مستند العام 1728. في البداية كان الإنتاج تحت إدارة ورعاية الدير الكاثوليكي المحلي وكانت تعرف باسم «بير سيكلوفا» لاحقًا أفلست الشركة في عام 1996.

## سكة حديد أنينا أورافيتا

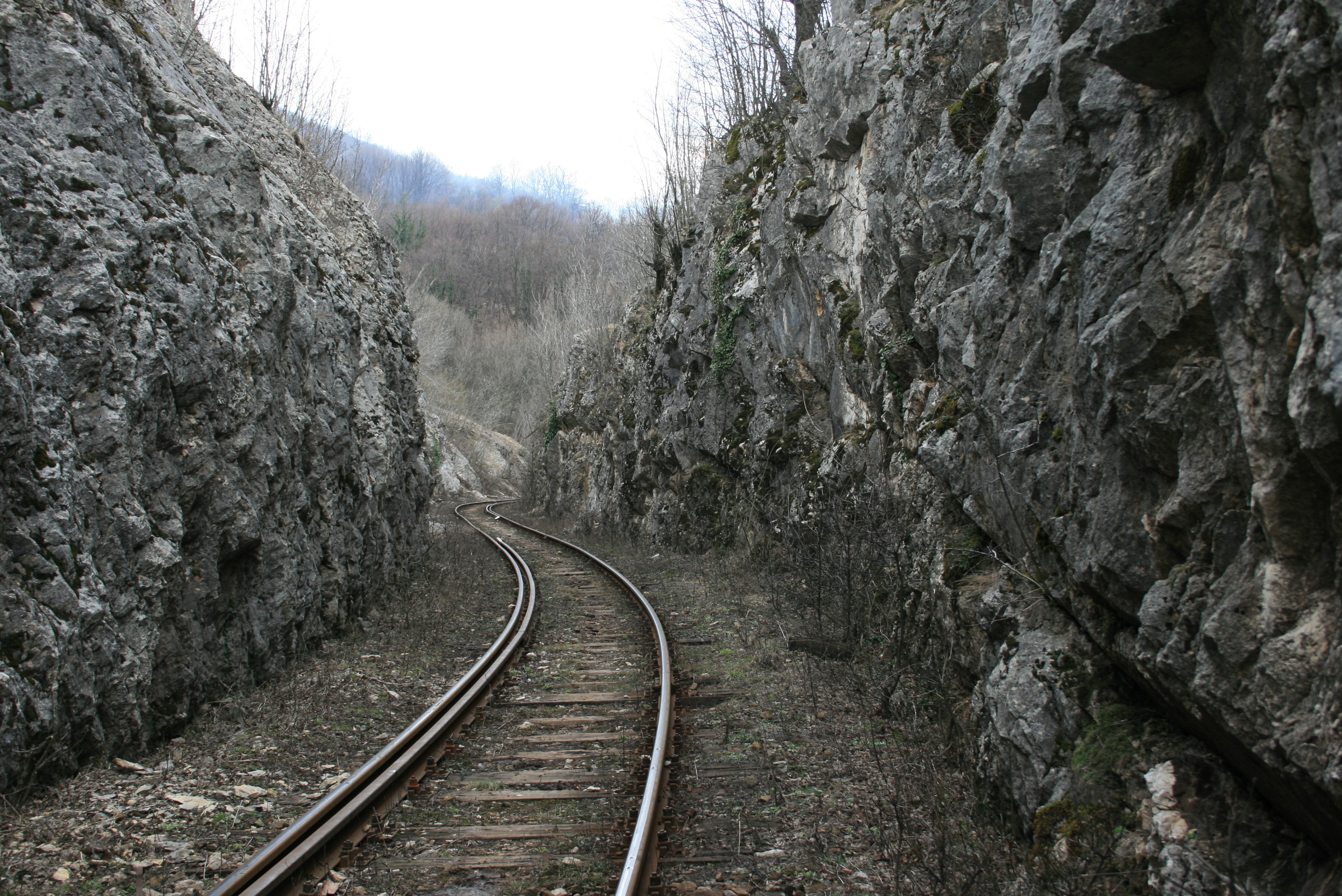
منظر من السكك الحديدية الجبلية أنينا أورافيتا في عام 2010

كانت أول خط سكة حديد جبلية في رومانيا وتم افتتاحه في عام 1863، لا يزال قيد الاستخدام اليوم لأغراض سياحية، وهو واحد من أجمل السكك الحديدية في أوروبا بسبب المناظر الطبيعية الخلابة للغاية والجسور والأنفاق الطويلة.